# 17544 Kojiroishikawa
17544 Kojiroishikawa è un asteroide della fascia principale. Scoperto nel 1993, presenta un'orbita caratterizzata da un semiasse maggiore pari a 2,2576609 UA e da un'eccentricità di 0,1838994, inclinata di 4,80581° rispetto all'eclittica.